# Thongchai McIntyre
Thongchai McIntyre (Thai: ธงไชย แมคอินไตย์; * 8. Dezember 1958 in Bangkok als Albert Thongchai McIntyre) ist ein thailändischer Sänger und Schauspieler. Er ist auch als Bird Thongchai, Bird McIntyre, Pi Bird (älterer Bruder Bird) oder einfach Bird bekannt und mit mehr als 20 Millionen verkauften Alben der erfolgreichste thailändische Sänger. Seine Musik ist dem Thaipop und dem Luk Thung zuzuordnen.

## Biografie
Thongchai McIntyre wurde 1958 in Bangkok als Sohn von James und Udom McIntyre geboren. Er wuchs in einer Familie mit vielen Musikern auf. Sein Vater starb, als Thongchai noch ein Kind war. 
Trotz seiner musikalischen Wurzeln begann Thongchai seine berufliche Laufbahn als Bankangestellter. Eines Tages lernte er im Rahmen seiner Tätigkeit den bekannten thailändischen TV-Produzenten Kai Varayuth kennen, der in ihm ein Talent als Entertainer sah. Und so bekam er seine erste Rolle in einer thailändischen TV-Serie, in der er die in ihn als Talent gesetzten Hoffnungen erfüllen konnte. Weitere Rollen folgten, von denen seine bekannteste die des Captain Kobori in Koo Kam, einer tragischen Liebesgeschichte zwischen einem japanischen Soldaten (gespielt von Thongchai) und einer Thailänderin während des Zweiten Weltkrieges ist. Diese Rolle spielte er nochmals 1996 in der Kinoadaption der Serie mit dem Titel Sunset at Chaophraya.
Den Gipfel seiner Musikkarriere erreichte er in den frühen 90er Jahren. Seine wohl bekanntesten Titel sind Duay Rak Lae Pook Pan, Koo Gud, Sabai Sabai und Kob Jai Jing Jing. Seine in letzter Zeit erfolgreichen Veröffentlichungen beinhalten auch Luk Thung Singles wie Mah Tammai (im Duett mit Jintara Poonlarp), Fan Ja (zusammen mit Jintara Poonlarp, Jarin B. (Joey Boy), Nat Myria Benedetti und Katreeya English), Lao Su Kan Fang, Yak Tham Kor Tob und Mai Kang Ying Pae von seinem Album "Volume One". Die westliche Welt wurde Mitte der 90er auf ihn aufmerksam, als er der erste thailändische Künstler wurde, der einen internationalen MTV-Award erhielt. Zudem hatte sein Film „Sunset at Chaopraya“ in Japan wie auch in den USA Erfolg und sowohl CNN als auch Variety berichteten über ihn. Im Jahr 2010 machte Thongchai eine Mini-Tournee durch die USA mit Auftritten in Los Angeles und New York, welche die erste internationale Tournee eines thailändischen Künstlers in der Geschichte überhaupt war.
Ende 2007 veröffentlichte er das Album „Simply Bird“, welches unter anderem die Lieder „Chuay Rap Tee“ und „Mee Tae Kid Tueng“ enthält.

## Diskografie

### Alben und Singles
- Hard-Sai Sai-Lom Song-Rao (Beach, Wind, and two of us) (1986)
- Sabai-Sabai (Relax-Relax) (1987)
- Rub-Kwun-Wan-Mai (Blessing for a new day) (1987)
- Sor-Kor-Sor (Greeting Card) (1988)
- Thongchai 2501 (1988)
- Boomerang (1990)
- Boomerang Man (Live from Concert)
- Prik-Kee-Noo (Bird Chilli) (1991)
- Wan-Nee Tee Ror-Koy (TV drama Soundtrack)
- Tor-Thong (Flag) (1994)
- Tor-Thong Kab Tor-Ther Nan-Lae (Live form Concert)
- Dream & Reality (Live from Concert)
- Kon-nok-kab-Dok-Mai (Feather & Flowers) (1995)
- Dream (Single)
- Dream (1996)
- Sunset at Chaophraya (Movie Soundtrack) (1996)
- Bird Unreleased (1997)
- Singing Bird (Live from Concert) (1997)
- Niramitr (,TV drama Soundtrack) (1998)
- Thongchai Service (1998)
- Thongchai Service Special (1998)
- Tu-Pleng Saman Prajam Barn (The Everyhouse Jukebox)(1999)
- 100 Pleng Rak Mai Roo Job (100 everlasting love songs) (2000)
- Bird Love Beat 1 & 2 (Apr 4, 2001)
- Smile Club (Oct 2001)
- Smile Club Remix (Mar 29, 2002)
- Rab Khak (Welcome, Guests!) (Nov 2002)
- Fan Ja...Sanid Kun Leaw Ja (Mar 17, 2003)
- Bird Sek (Jun 2004) with Sek Loso (Special Album with 20 Years G"MM" Grammy)
- Volume 1 (Jul 2005)
- Village (Sep 2006)
- Bird Perd Floor [3 Disc Set/Individual available]  [Ballroom Cha-Cha, Luktung, Disco] (Dec 2006)
- Simply Bird (Nov 2007)
- Singing Bird (2010)
- Bird Arsa Sanuk (Bird Undertaking Fun) (2010–2011)

### Compilations
- Bird Dance Collection (Sep 2009)
- Bird Love Collection (Sep 2009)

## TV Dramen
- Nahmtan maai (น้ำตาลไหม้)
- Mongkut fang (มงกุฏฟาง)
- Tayaat than pujing (ทายาทท่านผู้หญิง)
- Rak nai saai mook (รักในสายหมอก)
- Mue rak rao (เมื่อรักร้าว)
- Kamin gap puhn (ขมิ้นกับปูน)
- Wong wian hua tchai (วงเวียนหัวใจ)
- Baan soi daao (บ้านสอยดาว)
- Plab plueng si chompuh (พลับพลึงสีชมพู)
- Duang fai jai mai song chan (ดวงไฟไยไม่ส่องฉัน)
- Nue nang (เนื้อนาง)
- Kuh gamm (คู่กรรม) in der Rolle des Kobori
- Wan nie tie ro koy (วันนี้ที่รอคอย)
- Niramit (นิรมิต)
- Kwam song jam mai hua tchai doem (ความทรงจำใหม่ หัวใจเดิม)

## Awards
- Best Singer from Siam-Kollakarn Contest (1983)
- Best Singer from Mekala (1986)
- Best Artist from The office of national young people or Sor Yor Chor (1987)
- Popular song vote for Korb-Jai Jing Jing from Coke Music Award
- Best Singer from See-Sun Award (1989)
- Best Actor Koo-Kum (TV Lakorn) from Mekala (1990)
- Best Actor Koo-Kum (TV Lakorn) from TV Golden (1990)
- MTV Asian Viewer's Choice Award (1991)
- Best Actor Wannee Tee Raw-Koy (TV Lakorn) from TV Golden (1993)
- Best Actor Sunset At Chaopraya (Movie) from Prasurassavadee (1995)
- Popular Actor Sunset At Chaopraya from Vote Award (1995)
- Billboard Viewer's Choice Award first in Asia (1997)
- Seesun Award : Best Song for Lao Su Kan Fang (2001)
- Top Awards : The Best Singer (2001)
- Channel V Music Video Awards : The Best Singer (2001)
- Top Awards : The Best Singer (2002)
- MTV Asia Awards : Favorite Artist Thailand  (2004)
- MTV Asia Awards : The Inspiration Award   (2006)
- Channel [V] Thailand Music Video Awards : Best Song (2006)
- Virgin Hitz Awards 2006 : Achievement Awards (2006)